# Parc Cwm

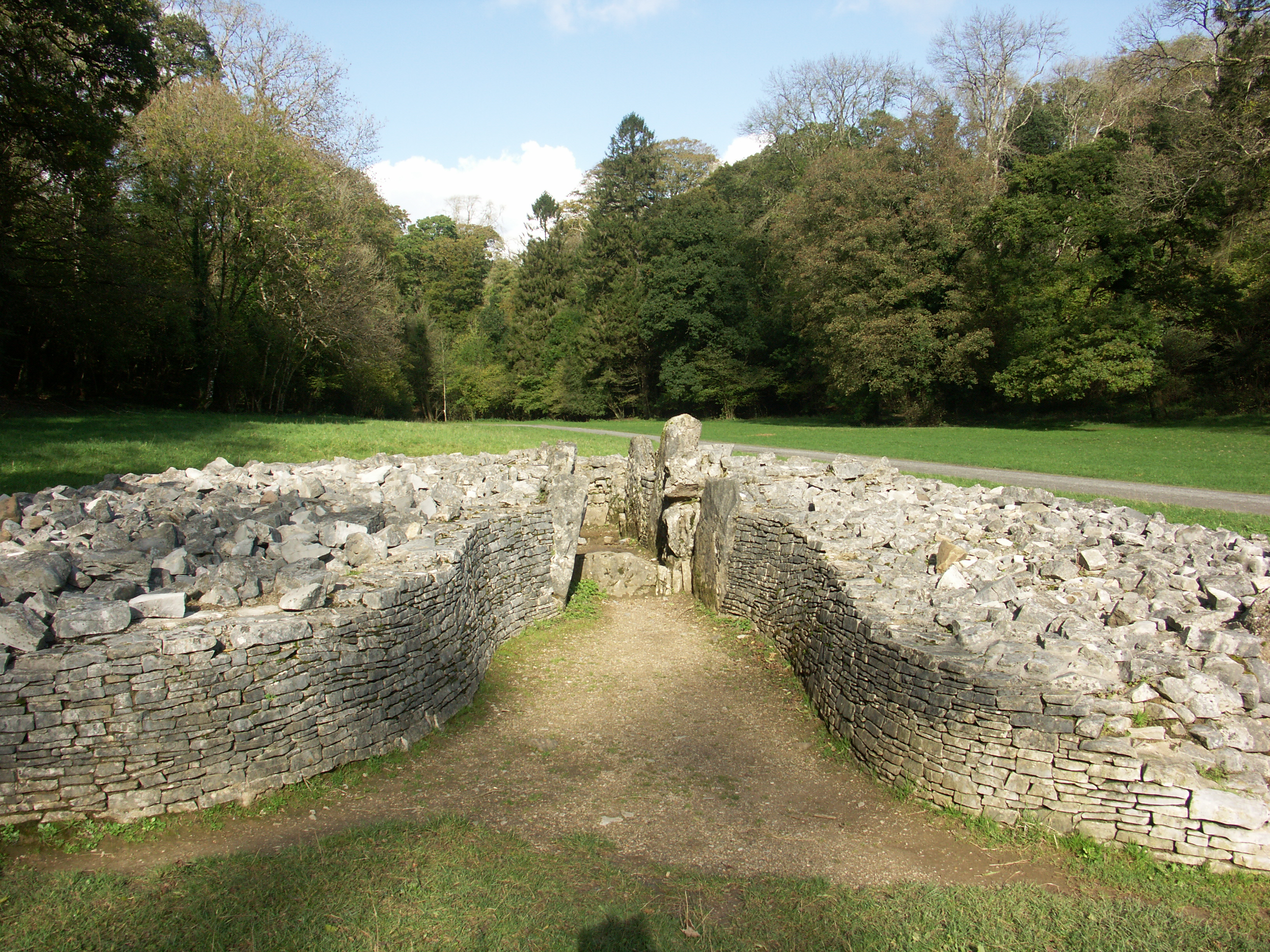
Parc le Breos o Parc Cwm

El monticle de Parc Cwm (en gal·lés carn hir Parc Cwm) o cambra mortuòria de Parc le Breos (en gal·lés siambr gladdu Parc li Breos) és un conjunt megalític prehistòric de tipus long barrow (túmul allargat) construït entre el IV i principis del III mil·lenni ae a l'actual península de Gower, a 13 km a l'oest de Swansea (Gal·les, Regne Unit).
El cromlec es descobrí per atzar al 1869. Una excavació arqueològica revelà que contenia restes d'almenys quaranta persones, ossos d'animals i ceràmica.
La datació per radiocarboni ha mostrat que la tomba fou utilitzada entre 300 i 800 anys.